# László Szapáry (Politiker)

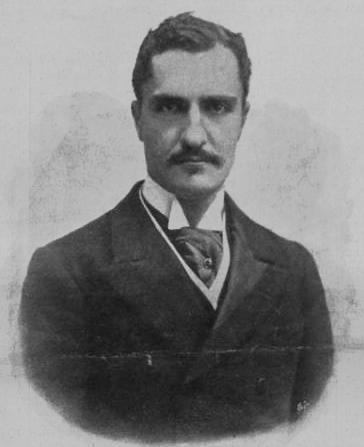
László Szapáry, 1898

László Graf Szapáry von Szapár, Muraszombat und Széchysziget (* 16. Mai 1864 in Perkáta, Komitat Weißenburg; † 12. Oktober 1939 in Wien) war ein ungarischer Politiker, Diplomat und Gouverneur von Fiume.

## Leben
Szapáry wurde als ältester Sohn des Politikers Géza Szapáry (1828–1898) geboren. Nach Beendigung seiner Studien wurde trat Szapáry in den diplomatischen Dienst ein und wurde Attaché an der k.u.k Gesandtschaft in London. 1892 wurde er als Mitglied der Liberalen Partei für den Wahlkreis Lovrin im Komitat Torontál zum Reichstagsabgeordneten gewählt, trat jedoch kurz darauf aus der Partei aus und wechselte in die Opposition. 1896 wurde er erneut als Mitglied der Liberalen Partei Reichstagsabgeordneter, diesmal für den Wahlkreis Muraszombat im Komitat Vas. 1897 ernannte ihn König Franz Joseph I. zum Gouverneur der der an der Adria gelegenen Stadt Fiume mit Gebiet und zugleich zum Präsidenten der königlich ungarischen Seebehörde. Nach einem Bestechungsskandal trat er 1903 von seinem Amt zurück und kehrte erst nach Niederschlagung der Ungarischen Räterepublik 1919 in die Politik zurück. Von 1922 bis 1924 war er ungarischer Botschafter in London.